# 福武観光
福武観光株式会社（ふくたけかんこう）は岡山県岡山市北区に在する日本の企業。主には現地の不動産業として土地・建物等の運用を行っているが、本拠である岡山県下・岡山市内では創業時の業務である映画館の運営会社として知られている。なお、社名に「福武」とあるが、これは創業者の氏名に因る社名であり、ベネッセコーポレーション(旧・福武書店)との関連性は資本的にも人員的にも存在していない。

## 概要
岡山市北区中山下に福武ジョリービルを構え、同ビル群を雑居ビルとして、ビルのフロアをテナントおよび多目的ホールとして賃貸もしている。
1946年に福武興業株式会社として創業。同年5月15日、岡山駅前商店街に隣接する場所に木造2階建ての松竹系配給映画館である岡山松竹座を設置して営業を始めた。
岡山松竹座は、岡山東映などを経て、1988年6月に「岡山メルパビル」となった。その後、JR岡山駅東口の再開発事業に伴い「岡山メルパビル」は2022年1月31日に閉館し、同年2月1日からは福武ジョリービル内のジョリー東宝を「岡山メルパ」に改称した。

## 沿革
- 1946年 - 会社設立。同年5月15日、岡山松竹座開業[3]。
- 1956年3月1日 - 岡山グランド劇場開業[3]。
- 1958年 - 岡山東宝、セントラル映画劇場開業[6]。
- 1960年11月 - 岡山松竹座を改修し、東映系映画館「岡山東映」とする[3]。
- 1964年10月 - グランド劇場を70mm映写対応の映画館に改装[3]。
- 1971年12月19日 - 福武ジョリービルを建設し、同ビル内に岡山東宝、セントラル劇場が入居しリニューアルオープン[6]。
- 1988年6月 - 岡山東映跡地にメルパビルを建設し、同ビル内に岡山東映・グランドメルパ（後にメルパ3・4と改称）が入居しリニューアルオープン[3]。
- 1991年9月27日 - 岡山セントラル劇場を閉鎖する。
- 2008年9月19日 - 岡山メルパグランドを閉鎖する。
- 2016年 - 会社創立60周年。
- 2022年
  - 1月31日 - 岡山駅東口再開発により「岡山メルパビル」（旧「岡山メルパ」）閉館[5]。
  - 2月1日 - 福武ジョリービル内のジョリー東宝を「岡山メルパ」に改称[5][7][8][9]

## 映画館業務
岡山市中心部に在する自社のビル内において映画館を運営している。往年においてはメルパビル・ジョリービルともに複数スクリーンを持ち、チケット購入窓口を各ビルごとに統合させ、1970年代ごろよりターミナル駅および商店街接続型のシネマコンプレックスに近い形態による経営方式を確立させていた。
しかし1990年代、日本により本格的なシネマコンプレックスであるマルチプレックスが上陸し、更に瀬戸大橋が開通して四国との行き来がしやすくなった他、岡山市郊外部にもモータリゼーションの本格化が到来した。それに伴いまず1994年に橋の向こう側にある宇多津町に中四国初のマルチプレックスであるワーナー・マイカル・シネマズ宇多津（現：イオンシネマ宇多津）が、1999年に隣市の倉敷市にMOVIX倉敷、および高松市にワーナー・マイカル・シネマズ高松（現：イオンシネマ高松）が、さらに2006年には市内に東宝直営館かつ東宝の看板を掲げたTOHOシネマズ岡南が進出。これら郊外型の商業施設に併設された本格的なシネマコンプレックスによる組織力をバックボーンとした経営に対して、他の地方映画館同様、経営に大きく水を揚げられるものの、規模を縮小し辛うじて存続。
その後は市内中心部に残る大手（東宝・東映・松竹・洋画系）作品の配給映画館として、時折、話題となったミニシアター系作品も取り入れながら運営を続けている。

## 運営する映画館

### 現行
岡山メルパ（旧ジョリー東宝）
元岡山東宝。東宝系配給映画館。旧ジョリー東宝でジョリー岡山や単にジョリーと表記されることもあった。5階に1スクリーン所持。
2階席が存在するが予約専用の特別料金席である。ソファーによるボックス席(VIP席)となっている。（2024年現在、ホームページにボックス席（予約席）特別料金の記載はない）
2022年1月31日の岡山メルパビルの閉館に伴い、2022年2月1日からはジョリー東宝が「岡山メルパ」に改称された。

### 廃館
岡山メルパ（旧館）
元岡山東映およびグランドメルパ。東映系および洋画系の配給映画館。フリーブッキング。全4スクリーン(2階に2スクリーン、3階と5階にそれぞれ1スクリーンを展開。各スクリーンには低フロアから順番に番号が振られており、それぞれメルパ1・メルパ2(2階)メルパ3(3階)メルパ4(5階)と呼称される。岡山東映だったスクリーンは3階のメルパ3、グランドメルパだったスクリーンは5階のメルパ4で、メルパ1と2に関しては開業当初は貸ホールとして展開していたが、1989年にメルパホールC（後にメルパ2に改称）として、1996年にメルパ1を貸ホールを改装して増館。
岡山駅東口再開発により2022年1月31日で岡山メルパビルは閉館した。
メルパグランド
定員600人（1973年頃は729人。開業当時の名称は「岡山グランド劇場」。
主には大手(元は東映)洋画系配給映画館。メルパの向かいに存在していた。2階席も存在した大型の映画館。グランドメルパ（現在のメルパ4）とは別の劇場。2008年9月18日に閉館。現在、跡地は東横イン岡山駅東口になっている。
岡山歌舞伎座
定員720人（1973年）。主には洋画系配給映画館。メルパグランドの向かい（岡山市北区駅前町1丁目6-1）に存在していた。
岡山セントラル劇場
定員250人（1973年）。主には零細(元は東宝)洋画系配給映画館。ジョリービルの地下1階に存在していた。

## 福武ジョリービル
※2022年3月現在。
| フロア | 施設                                                                                                  | 備考 |
| ------ | --- | --- |
| 屋上   | Sky Garden Glamp Almin（アルミン）                                                                    | ビアガーデン |
| 8F     | 空きスペース（2022年3月現在）                                                                         | |
| 7F     | ホットヨガスタジオ「カルド岡山」 加圧フィットネスジム「H!M岡山」                                      | 2016年1月開業。 |
| 6F     | | |
| 5F     | 岡山メルパ （映画館。1スクリーン・200席）                                                             | 旧ジョリー東宝。現在、常時の映画チケット販売は、 このフロアのエレベーターホール側入口で行っている。                                 |
| 4F     | ジョリーイベントホール (ゴールデンホール/シルバーホール)                                              | |
| 3F     | ジョリーイベントホール (パールホール) 福武グループオフィス (ビル管理事務所/ホール受付)                | パールホールは仕切りによって3分割が可能。                                                                                           |
| 2F     | ジョリーイベントホール (エメラルドホール/クリスタルホール)                                            | |
| 1F     | ドラッグセガミ岡山表町本店 ジョリービルエントランス 映画チケット臨時売り場 ジョリーパーキング(駐車場) | |
| B2F    | ライブハウス「Yebisu Ya Pro（エビスヤプロ）」                                                         | エビスヤプロ出店からはB1FからB2F扱いに変更。 旧・岡山セントラル劇場→カラオケボックス「ハミングシアター」。 暫くフロア閉鎖していた。 |

## 旧・岡山メルパビル

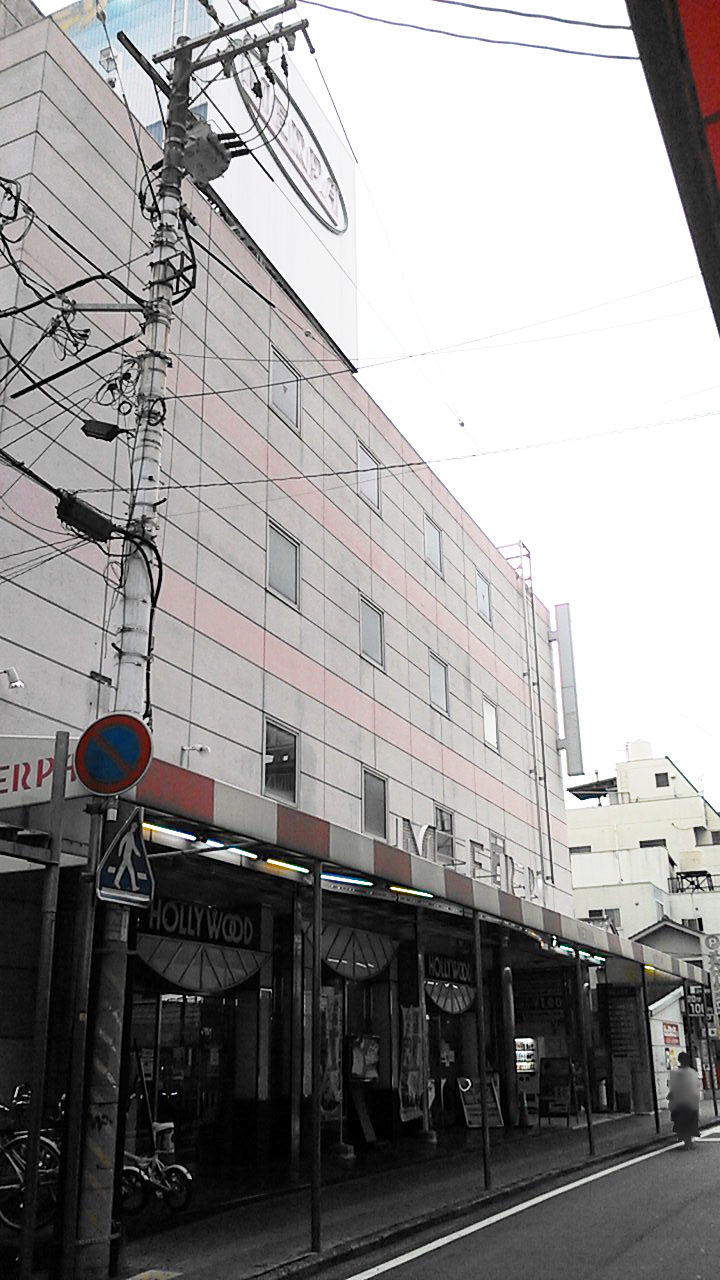
岡山メルパビル

「岡山メルパビル」（鉄骨鉄筋7階延べ約4千平方メートル、4スクリーン）は1988年6月に開業。岡山駅東口の再開発事業により2022年1月31日で閉館した（ビル閉館に伴い2022年2月1日からは福武ジョリービル内のジョリー東宝が「岡山メルパ」に改称された）。岡山メルパビル閉館により本社も福武ジョリービルに移転した。
メルパビルでは劇場チケット売場の向かい側にある映画パンフ等の売店を拡張する形で、小規模ながら京都アニメーションの公式アニメグッズを販売していた。
ビルの隣の敷地に駐車場メルパパーキングを構えていた。
JR岡山駅東口駅前商店街周辺の再開発に伴い、2022年2月から解体工事が始まり、住宅棟、ホテル棟（商業施設にコンベンション施設とオフィスが入る）、駐車場棟などが建設され、2026年度中に完成する予定である。福武観光では再開発エリアでの新しい映画エンターテインメント事業の展開も検討している。
| フロア      | 施設 | 備考                                                                                  |
| ----------- | --- | ------------------------------------------------------------------------------------- |
| 7F （屋上） | (夏季)メルパビヤガーデン | 秋期から春期までは閉鎖。                                                              |
| 6F          | 福武観光本社 | 運営事務所の窓口は4階のため、 ビルのフロア案内には表記なし。                          |
| 5F          | メルパ4（1スクリーン・197席） |                                                                                       |
| 4F          | 福武観光本社事務所 | ビルのフロア案内には 「福武グループ事務所」と表示されている。                         |
| 3F          | メルパ3（1スクリーン・271席） |                                                                                       |
| 2F          | メルパ1・2（2スクリーン・120席／60席） |                                                                                       |
| 1F          | ハリウッドメルパ （成通グループのパチンコ店） 中国銀行メルパビルATM メルパ映画チケット売場カウンターおよびグッズ・パンフレット等売店 （「京アニショップ!mini岡山メルパ店」を含む） | なお、チケットのもぎりはビルの入口 (エレベーターホールの直前)で行っていることが多い。 |

## 交通アクセス
福武ジョリービル（岡山メルパ）
岡山電気軌道東山本線、県庁通り停留所下車。西へ徒歩10分。
岡山電気軌道清輝橋線、郵便局前停留所下車。東へ徒歩5分
両備バス・岡電バス・下電バス・中鉄バス(中鉄北部バス)・備北バス、天満屋バスステーション下車。
- バスステーションを2階に上がり、連絡通路を通りロッツビル（岡山LOFT）に入る。1階に降りて、スターバックス側の出入り口を出て右(西側)に行き、横断歩道を渡った目の前。
- バスステーションを地階に降り、天地下タウンをみずほ信託銀行岡山支店方面(西側。天満屋・表町・ロッツとは逆方向)へ。銀行ビル手前の階段から地上へ上り横断歩道を渡った目の前。

宇野バス、表町バスセンター下車。西へ徒歩10分。